# Bob van den Born
Pour les articles homonymes, voir Born.
Bob van den Born (né le 30 octobre 1927 à Amsterdam et mort le 27 novembre 2017 est un illustrateur néerlandais.
Il  est surtout connu pour sa seule incursion dans la bande dessinée, le comic strip muet Professor Pi publié dans Het Parool de 1955 à 1965. Cette série originale qui déploie un humour absurde efficace a été éditée dans de nombreux pays mais reste presque inconnue en France.